# Cratere Borel
Borel è un cratere lunare di 4,66 km situato nella parte nord-orientale della faccia visibile della Luna.